# Volo Azerbaijan Airlines 8243
Il volo Azerbaijan Airlines 8243 è un volo passeggeri internazionale dall'aeroporto di Baku-Heydər Əliyev, Azerbaigian, all'aeroporto di Groznyj-Severnyj, Russia. Il 25 dicembre 2024, l'Embraer 190 che operava il volo, è precipitato vicino all'aeroporto di Aktau, in Kazakistan, con 62 passeggeri e 5 membri dell'equipaggio a bordo. Di queste persone, 38 sono morte nell'incidente, compresi entrambi i piloti e un assistente di volo, mentre 29 sono sopravvissute riportando ferite di varia natura.
Circa 40 minuti dopo il decollo, quando l'aereo è entrato nello spazio aereo russo e ha cominciato ad avvicinarsi a Grozny, l'equipaggio ha riferito di aver perso gli aiuti alla navigazione GPS, probabilmente a causa di un disturbo di tipo militare. Dopo 81 minuti di volo, i passeggeri hanno riferito di un'esplosione a seguito di cui delle schegge hanno colpito l'aereo. Nelle trasmissioni radio, i piloti hanno attribuito l'esplosione a un bird strike e hanno chiesto di dirottare verso un altro aeroporto. Dopo aver eseguito le checklist di emergenza, tra cui il codice 7700 sul transponder, hanno deviato sul Mar Caspio verso Aktau, in Kazakistan.
Tuttavia, le immagini della scena dell'incidente hanno rivelato numerosi fori nella sezione di coda, danni che gli esperti hanno ritenuto non compatibili con un bird strike, ma più probabilmente derivanti dall'esplosione di un missile terra-aria. Il 26 dicembre, Euronews ha riferito che, citando fonti governative azere, l'aereo era stato colpito a metà volo da un missile russo durante gli sforzi per respingere un attacco di droni ucraini all'aeroporto di Grozny. Le schegge dell'esplosione hanno ferito diversi passeggeri e l'equipaggio della cabina. Il 27 dicembre, il New York Times ha riferito che gli investigatori azeri ritenevano che un sistema di difesa aerea russo Pantsir-S1 fosse responsabile dell'incidente.
Il 28 dicembre, Vladimir Putin si è scusato con il presidente dell'Azerbaigian, Ilham Aliyev, per il “tragico incidente” che ha coinvolto l'aereo, avvenuto nello spazio aereo russo, pur non confermandone l'abbattimento e non assumendosi responsabilità, aggiungendo che droni ucraini stavano prendendo di mira Grozny, e che i sistemi di difesa aerea russi erano stati attivati per rispondere all'attacco ucraino. Il 29 dicembre, il Presidente Aliyev ha dichiarato che la Russia ha abbattuto accidentalmente l'aereo, l'ha accusata di aver tentato di offuscare e “insabbiare” l'incidente e ha chiesto una piena ammissione di colpa, la punizione dei responsabili e il risarcimento delle vittime.

## Contesto

### L'aereo
Il velivolo coinvolto, prodotto nel 2013, era un Embraer 190AR, registrato 4K-AZ65 e chiamato Gusar in onore della capitale regionale dell'Azerbaigian. Era spinto da due motori General Electric CF34-10E6 ed era stato sottoposto all'ultima manutenzione il 18 ottobre 2024. Aveva effettuato il suo primo volo il 22 luglio 2013 ed era di proprietà di Azerbaijan Airlines. Dal 2013, l'aereo è stato operato dalla compagnia aerea, tranne dal 2017 al 2023, quando ha volato sotto la controllata Buta Airways. L'aereo aveva 11 anni al momento dell'incidente.

### Passeggeri ed equipaggio
L'aereo trasportava 62 passeggeri. Di questi, 37 erano cittadini dell'Azerbaigian, 16 della Russia, 6 del Kazakistan e 3 del Kirghizistan. A bordo c'erano anche quattro minori.
L'aereo aveva un equipaggio di cinque persone: due piloti e tre assistenti di volo, tutti azeri. Il comandante Igor Kshnyakin era il pilota in comando. Lui e il primo ufficiale Aleksandr Kalyaninov avevano un totale di 10 000 ore di volo. I piloti dell'aereo e l'assistente di volo Hokume Aliyeva saranno sepolti nel II° Viale d'Onore, cimitero memoriale sito nel distretto Yasamal di Baku.

## L'incidente
L'aereo è decollato dall'aeroporto di Baku alle 07:55 ora dell'Azerbaigian (AZT, UTC+04:00) con destinazione l'aeroporto di Kadyrov-Grozny. Secondo il servizio di tracciamento dei voli Flightradar24, l'aereo è stato “esposto a forti disturbi GPS e spoofing” mentre volava vicino a Grozny. Il disturbo del GPS è un problema noto sui voli ed è stato riscontrato durante l'ingresso nello spazio aereo russo. Sono state redatte più liste di controllo per gestire tale disturbo, mentre lo spoofing è considerato più insidioso. Un passeggero sopravvissuto ha detto che al terzo tentativo di atterrare nella fitta nebbia a Grozny, un'esplosione aveva fatto saltare parte della copertura della fusoliera dell'aereo.
Alle 08:16, l'equipaggio ha riferito che l'aereo aveva subito un bird strike. Avendo difficoltà di controllo, l'equipaggio ha chiesto che l'aereo venisse dirottato su Makhachkala. Alle 08:22, l'equipaggio ha segnalato un guasto all'impianto idraulico. L'aereo ha quindi tentato di deviare verso l'aeroporto di Machačkala, in Daghestan, Russia. Tuttavia, anche a Makhachkala le condizioni meteorologiche erano pessime e l'aereo non è riuscito ad atterrare. È stato quindi dirottato su Aktau, in Kazakistan, ed è scomparso dalla copertura radar alle 08:40 AZT.
L'equipaggio ha emesso un segnale di soccorso con lo squawk 7700 alle 09:35 AZT, riportando un'avaria al sistema di controllo. Alle 09:49 AZT, i piloti hanno richiesto un atterraggio di emergenza all'aeroporto di Aktau, in Kazakistan, e hanno tentato di gestire l'avvicinamento in modalità diretta, con l'orario di atterraggio previsto per le 11:25 ora del Kazakistan (AQTT, UTC+05:00). Alle 11:00, il Dipartimento per le Situazioni di Emergenza della Regione di Mangystau ha inviato squadre e risorse di emergenza all'aeroporto di Aktau.
L'aereo è entrato nello spazio aereo kazako alle 11:02 AQTT, poi è riapparso sui radar alle 11:07 AQTT, sorvolando il Mar Caspio in direzione di Aktau. I dati di altitudine e velocità di Flightradar24 indicano che l'aereo ha registrato valori di altitudine e velocità estremamente oscillanti e variabili.
L'aereo ha completato due virate nei pressi dell'aeroporto di Aktau. Durante una terza, alle 11:28 AQTT, si sono perse le comunicazioni tra i piloti e il controllo del traffico aereo. Alle 11:30 AQTT, l'aereo ha impattato con il suolo a tre chilometri dall'aeroporto, colpendo per prima con l'ala destra. Poi è precipitato, è esploso e si è spezzato in due parti principali. L'esplosione, combinata con l'incendio divampato dopo lo schianto, ha distrutto la sezione anteriore dell'aereo. La sezione di coda si è fermata capovolta, lontano dai rottami principali, ed è rimasta in gran parte intatta. L'incidente è stato ripreso da un video, che ha mostrato che il carrello d'atterraggio era aperto quando l'aereo ha toccato il suolo. In risposta, risorse aggiuntive e personale del Dipartimento per le Situazioni di Emergenza, inizialmente di stanza all'aeroporto di Aktau, sono arrivati prontamente sulla scena alle 11:35 AQTT e sono stati dispiegati in un rango di emergenza elevato, spegnendo l'incendio entro le 12:05 AQTT. Un membro dell'equipaggio sopravvissuto ha detto che i piloti inizialmente avevano ordinato loro di prepararsi per un atterraggio in acqua.
Delle 67 persone a bordo, 29 sono sopravvissute e 38 sono morte. Dei cinque membri dell'equipaggio a bordo, due assistenti di volo sono sopravvissuti, mentre entrambi i piloti e un altro assistente sono rimasti uccisi. Le autorità hanno dichiarato che tutti i decessi sono avvenuti sul posto. I 29 sopravvissuti, tra cui due bambini, sono stati ricoverati in ospedale dopo l'incidente. Undici di loro erano in condizioni critiche. La maggior parte dei sopravvissuti era seduta nella parte posteriore dell'aereo.

## Le indagini
Sia l'Azerbaigian che il Kazakistan hanno aperto delle commissioni per indagare sul disastro. La commissione kazaka era guidata dal vice primo ministro Qanat Bozymbaev. La commissione azera era guidata dal primo ministro Ali Asadov. L'Azerbaigian ha inviato ad Aktau una delegazione composta dal suo ministro per le situazioni di emergenza, dal vice procuratore generale e dal vice presidente di Azerbaijan Airlines per condurre un'indagine in loco. Ha invitato anche un gruppo di esperti di aviazione civile dalla Turchia per assistenza. Embraer ha dichiarato che avrebbe assistito alle indagini. Anche l'agenzia brasiliana per le indagini sugli incidenti aerei CENIPA ha inviato dei rappresentanti in Kazakistan.
Il 26 dicembre, il Kazakistan ha dichiarato che i funzionari delle forze dell'ordine della Russia e dell'Azerbaigian non erano autorizzati a partecipare alle indagini forensi, citando le leggi vigenti. Il 27 dicembre, l'Azerbaigian ha respinto la proposta di Russia e Kazakistan di far indagare l'incidente dal Comitato interstatale per l'aviazione della Comunità degli Stati Indipendenti, affermando di volere che l'indagine fosse condotta da esperti internazionali e da specialisti di Embraer.
In un primo momento, Azerbaijan Airlines ha dichiarato che l'aereo poteva aver colpito degli uccelli, mentre il presidente della compagnia Samir Rzayev, parlando con i giornalisti, aveva escluso un guasto tecnico come potenziale causa. L'Agenzia Federale del Trasporto Aereo della Russia ha suggerito che, sulla base delle informazioni preliminari, la richiesta di atterraggio di emergenza era dovuta all'impatto con degli uccelli. In seguito, i servizi di emergenza del Kazakistan riferivano che una bombola di ossigeno a bordo poteva essere esplosa.
L'ipotesi dell'impatto con gli uccelli è stata presto messa in discussione, poiché le immagini della scena hanno mostrato significativi fori di perforazione sulle superfici di coda. I sopravvissuti all'incidente hanno riferito di aver sentito un'esplosione seguita da schegge che hanno colpito l'aereo e alcuni passeggeri. L'equipaggio ha riferito di un forte impatto sulla fusoliera da parte di quelli che inizialmente si pensava fossero uccelli. Diversi esperti di vari Paesi hanno dichiarato che i danni nelle immagini non erano compatibili con un impatto di uccelli, e che gli uccelli non volano all'altitudine a cui volava l'aereo quando si è verificato il danno iniziale.

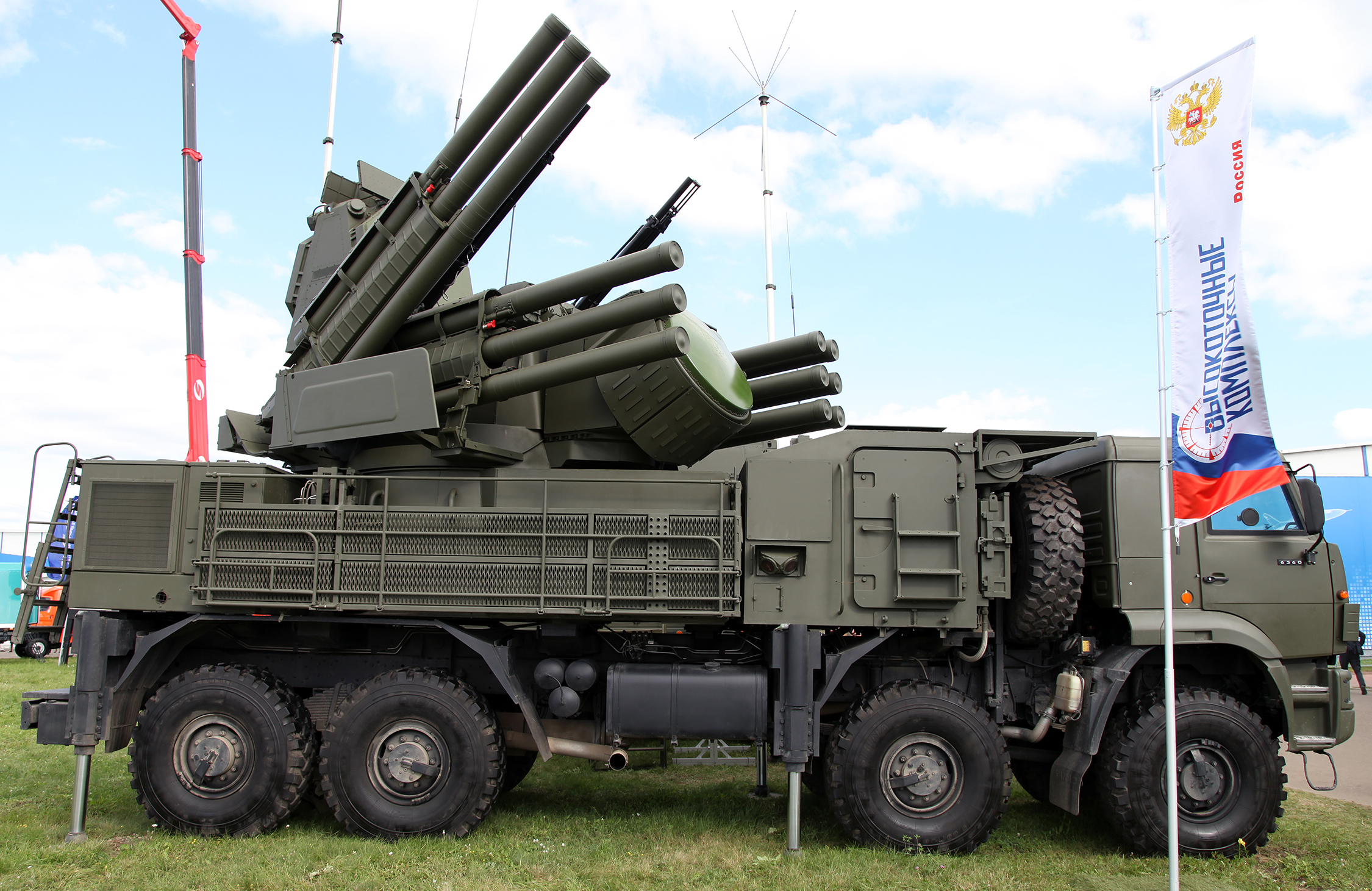
Un sistema di lancio missilistico Pantsir.

Il 26 dicembre, fonti governative azere hanno dichiarato ad AnewZ ed Euronews che un Pantsir-S1 aveva sparato un missile contro l'aereo sopra Grozny, esplodendo vicino all'aereo e ferendo passeggeri e membri dell'equipaggio. Secondo le stesse fonti, nonostante le richieste dei piloti di effettuare un atterraggio di emergenza, è stato loro negato di farlo in qualsiasi aeroporto russo, ordinando invece di volare verso Aktau. Analisi successive hanno indicato che l'incidente si è verificato a un'altitudine di 7 900 piedi (2 400 m) sopra il distretto di Naursky, 18 chilometri a nord-nord-ovest dell'aeroporto di Grozny. I rapporti indicano che i sistemi di navigazione GPS dell'aereo si sono bloccati lungo la rotta di volo sul mare. I media di Baku, citando fonti governative azere, hanno riferito che il missile è stato lanciato da un sistema di difesa aerea Pantsir-S. Secondo fonti russe, mentre il volo 8243 sorvolava lo spazio aereo ceceno, le forze di difesa aerea russe stavano attivamente impegnando i droni ucraini. La mattina del 25 dicembre, il capo del Consiglio di sicurezza della Repubblica cecena, Khamzat Kadyrov, ha confermato che Grozny era stata attaccata da droni. Ha dichiarato che non ci sono state vittime o danni derivanti dall'incidente. Anche i media azeri hanno pubblicato notizie simili, citando la dichiarazione di Euronews.
Successivamente, quattro fonti azere a conoscenza delle indagini hanno informato la Reuters che l'aereo è stato abbattuto da un sistema di difesa aerea russo. Secondo una delle fonti, le indagini preliminari hanno dimostrato che l'aereo è stato colpito da un sistema di difesa aerea russo Pantsir-S e che i suoi sistemi di comunicazione sono stati disturbati da sistemi di guerra elettronica durante l'avvicinamento a Grozny. In risposta, il deputato azero Rasim Musabayov ha chiesto alla Russia di presentare scuse ufficiali e di assicurare alla giustizia i responsabili, aggiungendo che altrimenti le relazioni tra i due paesi sarebbero state compromesse.
Nell'articolo pubblicato sul Times il 27 dicembre, un pilota americano e due esperti francesi, analizzando il video post incidente, hanno rilevato che l'aereo era stato probabilmente colpito da un missile. L'articolo afferma che dopo aver perso tutti i sistemi di controllo del volo, i piloti hanno tentato di effettuare un atterraggio di emergenza utilizzando solo la spinta dei motori. Gli esperti hanno riferito che i video ripresi prima e dopo l'incidente indicano che le schegge hanno perforato la parte posteriore dell'aereo, disabilitando tutti e tre i sistemi idraulici paralleli situati nelle ali e nella sezione di coda. Quando i sistemi di controllo si sono guastati, l'equipaggio ha probabilmente cercato di gestire gli angoli di beccheggio e di rollio del velivolo regolando in modo indipendente la potenza di spinta dei due motori a reazione.
Il 27 dicembre, il ministro azero dello sviluppo digitale e dei trasporti Rashad Nabiyev ha dichiarato che i risultati preliminari hanno mostrato che il volo 8243 si è schiantato a causa di “interferenze esterne fisiche e tecniche” da parte di un'arma non specificata. Lo stesso giorno, Rosaviatsia ha confermato che un protocollo di chiusura dei cieli era stato imposto a Grozny il giorno dell'incidente, citando la presenza di droni ucraini.
Il 29 dicembre, il Presidente Aliyev ha dichiarato che l'aereo è stato abbattuto dalla Russia involontariamente e ha criticato Mosca per aver cercato di “insabbiare” l'incidente e aver inizialmente diffuso “versioni deliranti” dell'accaduto. Ha inoltre riconosciuto le scuse di Putin per il disastro, chiedendo al contempo che la Russia ammetta le proprie responsabilità, punisca i colpevoli e paghi un risarcimento all'Azerbaigian e alle vittime. Il giorno successivo, il procuratore generale dell'Azerbaigian ha dichiarato di essere stato informato dal capo della commissione investigativa russa che “sono in corso misure intensive per identificare i colpevoli e portarli alla responsabilità penale”.